# كأس فلسطين لأندية الضفة الغربية 2014–15
كأس فلسطين لأندية الضفة الغربية لموسم 2014–15 هي بطولة محلية تُقام في الضفة الغربية تحت إشراف الاتحاد الفلسطيني لكرة القدم. هذه البطولة تعتبر واحدة من البطولات الرئيسية في كرة القدم الفلسطينية، وتجمع الأندية المتأهلة من مختلف الدرجات للمنافسة على اللقب.

## الأدوار
- دور الـ32:
  - أقيمت المباريات في 26 و27 يناير 2015.
  - شهدت هذه المرحلة مواجهات مثل فوز شباب الأمعري على إسلامي قلقيلية بنتيجة 3-0، وفوز أهلي الخليل على القوات الفلسطينية 2-0.
- دور الـ16:
  - أقيمت المباريات بين 9 فبراير و10 مارس 2015.
  - من أبرز النتائج، فوز ترجي واد النيص على شباب السموع 3-1، وتأهل مركز بلاطة على حساب شباب الخليل بركلات الترجيح بعد التعادل 1-1.
- ربع النهائي:
  - أقيمت المباريات في 21 و24 مارس 2015.
  - حقق أهلي الخليل فوزًا كبيرًا على جبل المكبر بنتيجة 6-0، وتأهل مركز بلاطة بفوزه على أم طوبا 4-0.
- نصف النهائي:
  - أقيمت المباريات في 28 مارس و22 أبريل 2015.
  - تأهل مركز بلاطة بفوزه على شباب الأمعري 1-0، بينما تأهل أهلي الخليل بعد مباراة مثيرة ضد ترجي واد النيص انتهت بالتعادل السلبي، وحُسمت بركلات الترجيح 7-6 لصالح أهلي الخليل.
- النهائي:
  - أقيمت المباراة النهائية في 8 مايو 2015 على استاد فيصل الحسيني.
  - انتهت المباراة بالتعادل السلبي بين أهلي الخليل ومركز بلاطة، وتم اللجوء لركلات الترجيح التي انتهت بفوز أهلي الخليل بنتيجة 4-3، ليتوج باللقب.

بهذا الفوز، تأهل أهلي الخليل للمشاركة في كأس الاتحاد الآسيوي كممثل لفلسطين.

### دور ال32[3]
| 4 : 1 |

| 4 : 2 |

| 4 : 2 |

### دور ال16[3]
| الاثنين 9 فبراير 2015   | الاثنين 9 فبراير 2015 | الاثنين 9 فبراير 2015 | الاثنين 9 فبراير 2015 | الاثنين 9 فبراير 2015 | الاثنين 9 فبراير 2015 | الاثنين 9 فبراير 2015 | الاثنين 9 فبراير 2015 | الاثنين 9 فبراير 2015 | الاثنين 9 فبراير 2015 |
| ----------------------- | --------------------- | --------------------- | --------------------- | --------------------- | --------------------- | --------------------- | --------------------- | --------------------- | --------------------- |
| 17:00                   | شباب السموع           | 1 : 3                 | ترجي واد النيص        |                       |                       |                       |                       |                       |                       |
| 17:00                   | شباب الخليل           | 1 : 1 \| 7 : 8 \|     | مركز بلاطة            |                       |                       |                       |                       |                       |                       |
| الثلاثاء 10 فبراير 2015 |                       |                       |                       |                       |                       |                       |                       |                       |                       |
| 17:00                   | شباب الظاهرية         | 3 : 2                 | شباب دورا             |                       |                       |                       |                       |                       |                       |
| 17:00                   | شباب الخضر            | 2 : 0                 | جمعية الشبان المسلمين |                       |                       |                       |                       |                       |                       |
| 17:00                   | شباب الأمعري          | 1 : 0                 | ثقافي طولكرم          |                       |                       |                       |                       |                       |                       |
| 17:00                   | جبل المكبر            | 2 : 1                 | مركز عسكر             |                       |                       |                       |                       |                       |                       |
| الأربعاء 11 فبراير 2015 |                       |                       |                       |                       |                       |                       |                       |                       |                       |
| 17:00                   | مركز طولكرم           | 1 : 2                 | أم طوبا               |                       |                       |                       |                       |                       |                       |
| الثلاثاء 10 مارس 2015   |                       |                       |                       |                       |                       |                       |                       |                       |                       |
| 17:00                   | هلال القدس            | 1 : 3                 | أهلي الخليل           |                       |                       |                       |                       |                       |                       |
| 7 : 8                   |                       |                       |                       |                       |                       |                       |                       |                       |                       |

### ربع النهائي[3]
| السبت 21 مارس 2015    | السبت 21 مارس 2015 | السبت 21 مارس 2015 | السبت 21 مارس 2015 | السبت 21 مارس 2015 | السبت 21 مارس 2015 | السبت 21 مارس 2015 | السبت 21 مارس 2015 | السبت 21 مارس 2015 | السبت 21 مارس 2015 |
| --------------------- | ------------------ | ------------------ | ------------------ | ------------------ | ------------------ | ------------------ | ------------------ | ------------------ | ------------------ |
| 17:00                 | شباب الخضر         | 0 : 2              | شباب الأمعري       |                    |                    |                    |                    |                    |                    |
| 18:00                 | أهلي الخليل        | 6 : 0              | جبل المكبر         |                    |                    |                    |                    |                    |                    |
| الاثنين 23 مارس 2015  |                    |                    |                    |                    |                    |                    |                    |                    |                    |
| 17:00                 | شباب الظاهرية      | 0 : 0 \| 2 : 4 \|  | ترجي واد النيص     |                    |                    |                    |                    |                    |                    |
| الثلاثاء 24 مارس 2015 |                    |                    |                    |                    |                    |                    |                    |                    |                    |
| 17:00                 | مركز بلاطة         | 4 : 0              | أم طوبا            |                    |                    |                    |                    |                    |                    |
| 2 : 4                 |                    |                    |                    |                    |                    |                    |                    |                    |                    |

### نصف النهائي[3]
| السبت 28 مارس 2015     | السبت 28 مارس 2015 | السبت 28 مارس 2015 | السبت 28 مارس 2015 | السبت 28 مارس 2015 | السبت 28 مارس 2015 | السبت 28 مارس 2015 | السبت 28 مارس 2015 | السبت 28 مارس 2015 | السبت 28 مارس 2015 |
| ---------------------- | ------------------ | ------------------ | ------------------ | ------------------ | ------------------ | ------------------ | ------------------ | ------------------ | ------------------ |
| 19:00                  | شباب الأمعري       | 0 : 1              | مركز بلاطة         |                    |                    |                    |                    |                    |                    |
| الأربعاء 22 أبريل 2015 |                    |                    |                    |                    |                    |                    |                    |                    |                    |
| 18:00                  | أهلي الخليل        | 0 : 0 \| 7 : 6 \|  | ترجي واد النيص     |                    |                    |                    |                    |                    |                    |
| 7 : 6                  |                    |                    |                    |                    |                    |                    |                    |                    |                    |

## النهائي
| أهلي الخليل                                               | 0–0   | مركز بلاطة                                                         |
| --------------------------------------------------------- | ----- | ------------------------------------------------------------------ |
|                                                           | تقرير |                                                                    |
| ركلات الترجيح                                             |       |                                                                    |
| علان · الحلمان · جوهر · العكاوي · وريدات · الشوكي · عسلية | 4–3   | أبو حبيب · عباس · أبو وردة · مساعد · أردنية · أبو رويس · البدرساوي |